# Touli (race bovine)
La touli (tuli en anglais) est une race bovine sud africaine.

## Origine
Elle est une race très ancienne issue de la branche zébu de Bos taurus (type Sanga). Elle est présente au Zimbabwe depuis son arrivée d'Afrique de l'ouest avec le peuple qui l'avait domestiquée. En 1896, une épidémie de peste bovine décime cette population. En 1942, une station de sélection voit le jour dans le but de recenser les individus restants, et d'évaluer les performances de cette race. 20 vaches et un taureaux sont achetés aux éleveurs locaux. Rapidement, les animaux prouvent la valeur de leur potentiel génétique. Le projet est repris par l'Afrique du Sud qui crée le herd-book. Rapidement, elle conquiert le veld où elle se montre très supérieure aux races européennes. Elle a aussi donné naissance à la race tulim en croisement avec la race française limousine

## Morphologie
Elle porte une robe froment. Les muqueuses sont sombres. Elle possède la bosse typique des zébus sur son garrot.

## Aptitudes
C'est une ancienne race multi usage, de la fourniture de lait, viande et cuir à sa force de travail. Aujourd'hui, elle est principalement élevée pour sa viande. Les éleveurs d'origine européenne ont sélectionné les individus pour donner à la race plus de productivité. 
Elle présente une bonne aptitude de résistance à la chaleur et aux maladies et accepte tout type de fourrage, même médiocre. Son passé ancien lié à l'homme et la sélection opérée sur plusieurs siècles en ont fait une race d'une grande docilité. 
Les vaches sont fertiles, bonnes mères et la mortalité des veaux est basse. Les vaches vèlent jusqu'à 15 ans, voire plus.